# غاو دول (مقاطعة تشرداول)
غاو دول (بالفارسية: گاو دول) هي قرية تقع في قسم زردلان الريفي (مقاطعة تشرداول) في إيران. يقدر عدد سكانها بـ 80 نسمة بحسب إحصاء 2016.